# Markus Klammer (Bildhauer)
Markus Klammer (* 9. November 1963 in Bensberg; † 2. August 1993 in Klotten) war ein deutscher Maler, Plastiker und Bildhauer.

## Leben und Karriere

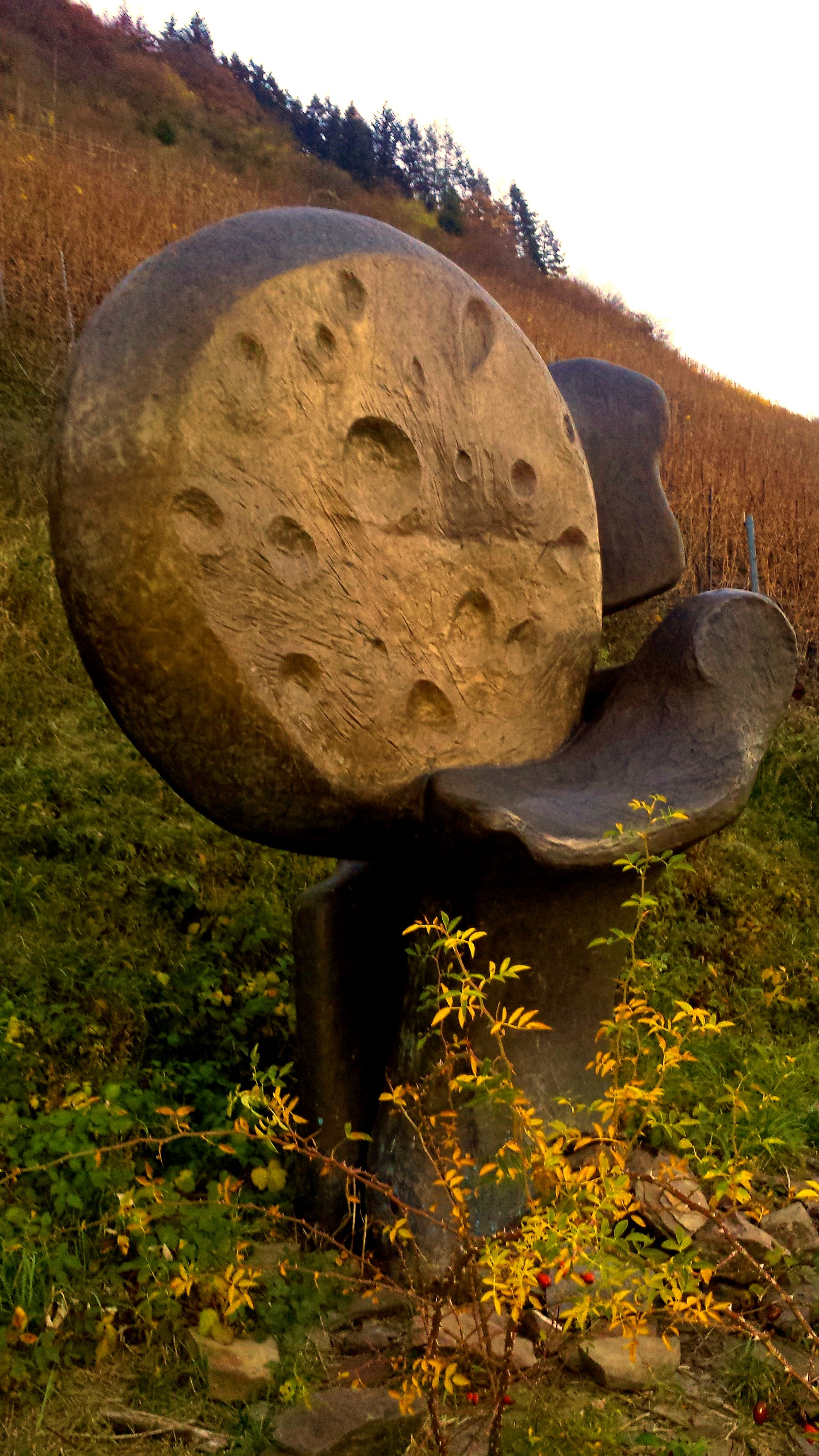
Die „Sonne“ von Markus Klammer in Cochem-Cond

Markus Klammer war der Sohn der Eheleute Erna Julianna und Dr. Hans-Ludwig Klammer. Seine Schulzeit begann er 1970 in Bonn, von dort ging er zunächst nach Koblenz, später nach Lahnstein, wo er die Fachhochschulreife erlangte. Von 1985 bis 1989 absolvierte er eine Lehre als Goldschmied im Atelier von Josef Welling in Koblenz. Nachdem er seine Gesellenprüfung bestanden hatte, leistete er 1989 ein freiwilliges soziales Jahr im Zentrum für Körperbehinderte in (Neuwied)-Engers. Noch im gleichen Jahr begann er ein Studium an der Alanus Hochschule für Kunst und Gesellschaft in Bonn-Alfter. Ab 1990 besuchte er die Werkkunstschule in Straßburg und ließ sich im Malen und als Bildhauer weiterbilden. Von dort ging er nach Trier zur Europäischen Akademie für Bildende Kunst und im Anschluss folgte die Internationale Sommerakademie für Bildende Kunst in Salzburg. Die nächsten Jahre verbrachte er mit weiteren Studienreisen in verschiedene Länder wie England, Italien, Norwegen und Israel. 

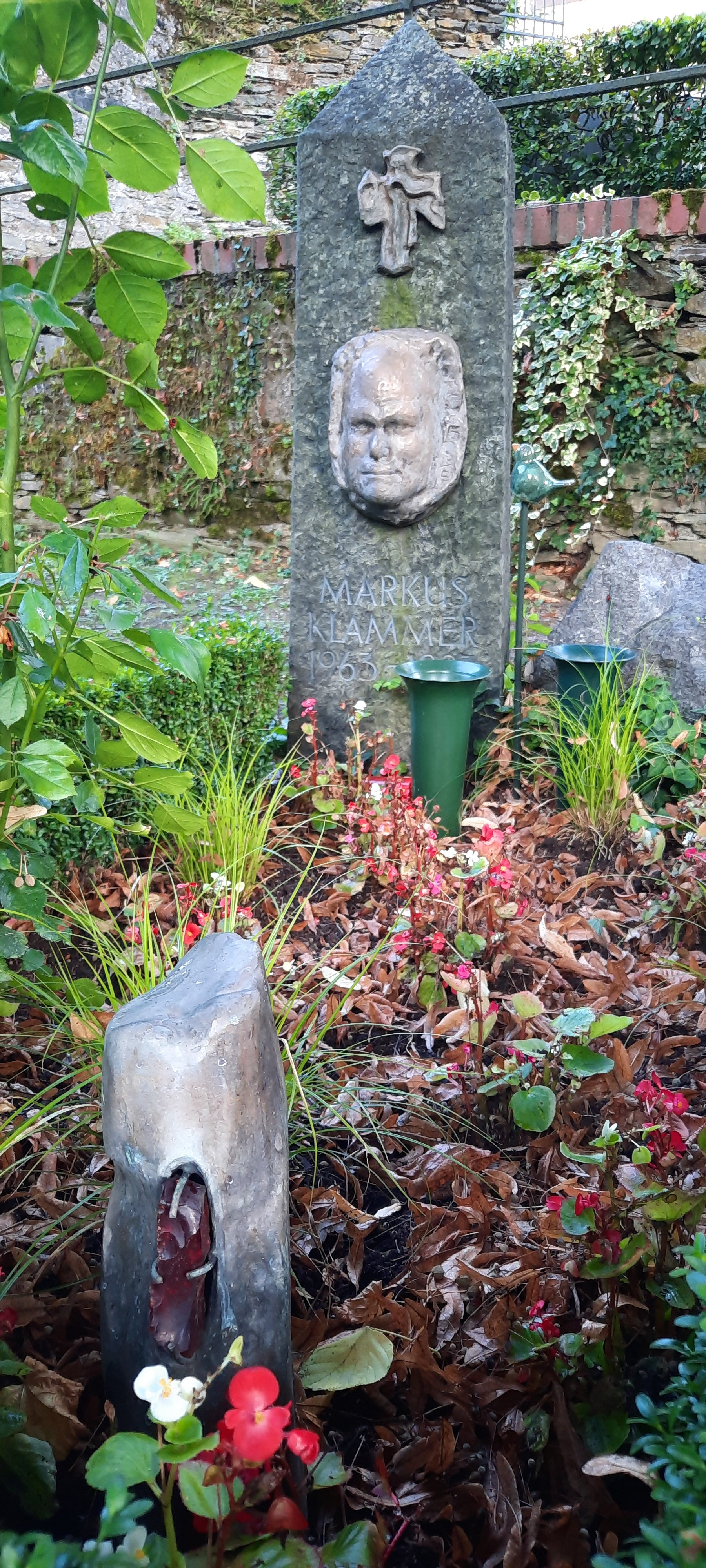
Grab von Markus Klammer auf dem Cochemer Friedhof

Während dieser Jahre erwuchs in ihm ein stärker werdendes Interesse an kirchlicher Kunst, das sich sowohl in der Lektüre der Bibel als auch im Studium der Paulusbriefe manifestierte. Die so gewonnene neue Einstellung zum Glauben sah er für sich als ideale Verbindung zu seinem Wirken als bildender Künstler, sodass er sich entschloss, um die Aufnahme am Bischöflichen Priesterseminar in Trier zu bitten. Jedoch erhielt er kurze Zeit später einen ablehnenden Bescheid, der ihn als religiöser Künstler, wie er sich nun sah, so schwer traf, dass er am 2. August 1993 durch Suizid starb. Markus Klammer fand seine letzte Ruhestätte auf dem Friedhof in Cochem. Seine Eltern gründeten 1995 eine rechtsfähige Stiftung in Cochem, die sie 2007 in eine von der Speyerer Kulturstiftung getragene Treuhandstiftung umwandeln ließen. Die Intention dieser Stiftung ist die Förderung der Bildhauerei und hier insbesondere die Förderung sakraler Malkunst, die durch Ausstellungen, Stipendien und den Markus-Klammer-Preis weiter unterstützt werden soll.

## Kunstwerke (Auswahl)

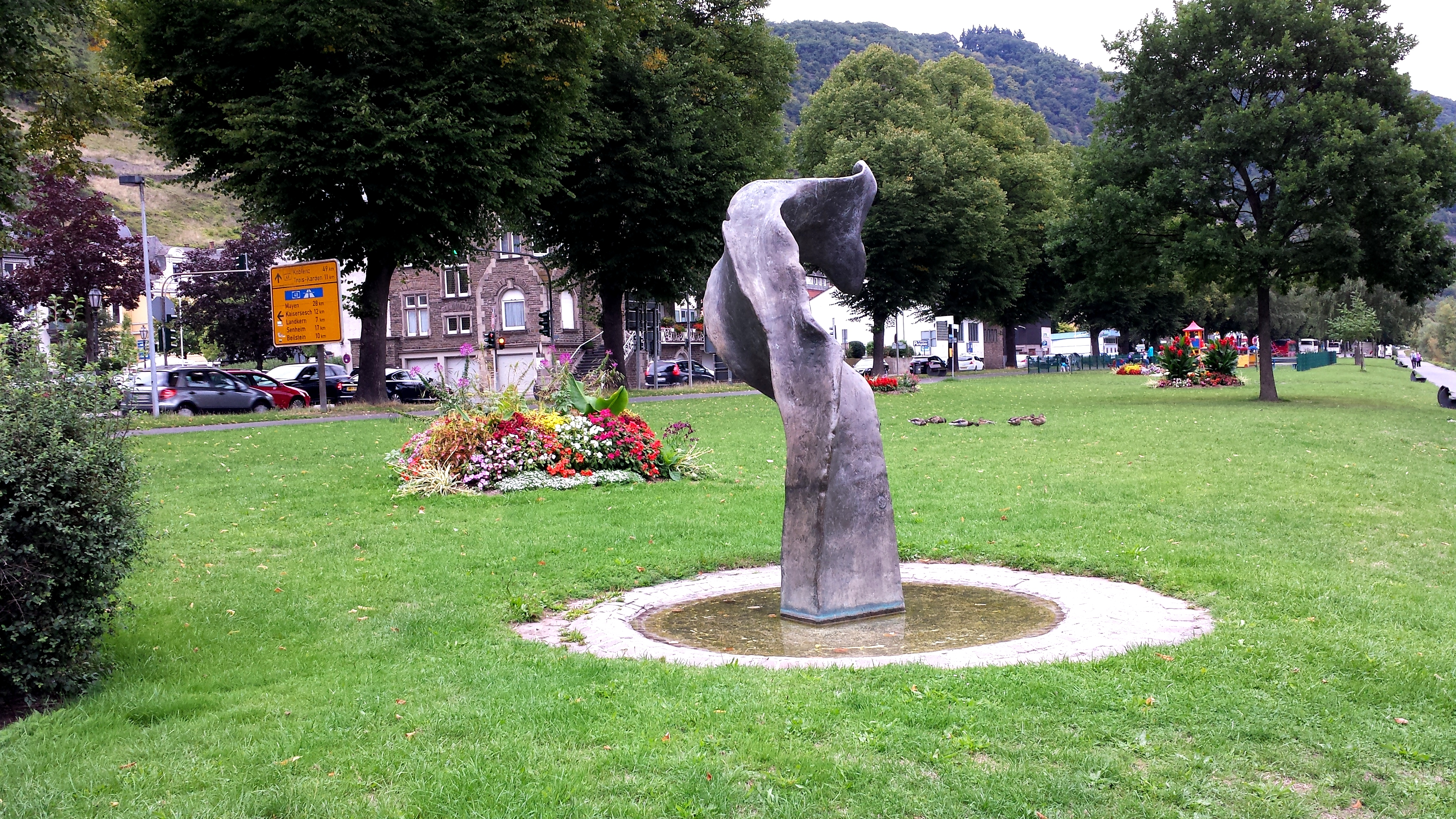
Brunnenfigur Walfisch des Jona in den Cochemer Moselanlagen

- Auferstehungskreuz, in Neustadt (Wied)
- Sonnenscheibe, in Cochem-Cond in der Weinlage Rosenhang
- Brunnenfigur Walfisch des Jona, in den Cochemer Moselanlagen
- Madonna mit Kind, in der katholischen Kapelle des Bundeswehrzentralkrankenhauses in Koblenz